# 須賀町 (名古屋市)
須賀町（すかちょう）は、愛知県名古屋市熱田区の地名。丁番を持たない単独町名である。住居表示未実施。

## 地理
名古屋市熱田区南部に位置する。東は神戸町、西は木之免町・大瀬子町、南は神戸町、北は田中町に接する。

## 歴史

### 町名の由来
州潟の転訛とされる。

### 沿革
- 1878年（明治11年）12月28日 - 愛知郡熱田村の一部により、同郡須賀町として成立[8]。
- 1889年（明治22年）10月1日 - 愛知郡熱田町に編入され、同村大字須賀となる[8]。
- 1907年（明治40年）6月1日 - 名古屋市編入に伴い、同市熱田須賀町となる[8]。
- 1908年（明治41年）4月1日 - 南区に編入され、同区熱田須賀町となる[8]。
- 1913年（大正2年）3月18日 - 第九十一銀行が支店を設置する[9]。
- 1937年（昭和12年）10月1日 - 熱田区に編入され、同区熱田須賀町となる[8]。
- 1939年（昭和14年）12月15日 - 須賀町に改称する[8]。
- 1981年（昭和56年）9月20日 - 大瀬子町・木之免町・神戸町・田中町が編入される[8]。また、一部が神戸町・大瀬子町・木之免町・田中町に編入される[8]。

### 字一覧
かつて須賀町には小字が存在した。1882年時点で須賀町に存在した小字は以下の通り。なお小字はすべて消滅している。
| 字       | 読み           | 備考 |
| -------- | -------------- | ---- |
| 林久杁   | りんきゅういり |      |
| 山城屋敷 | やましろやしき |      |
| 善福寺   | ぜんふくじ     |      |
| 中町     | なかまち       |      |
| 登リ     | のぼり         |      |
| 太子     | たいし         |      |
| 大瀬子   | おおせこ       |      |
| 表大瀬子 | おもておおせこ |      |
| 西ノ地   | にしのじ       |      |

## 世帯数と人口
2018年（平成30年）12月1日現在の世帯数と人口は以下の通りである。
| 町丁   | 世帯数  | 人口  |
| ------ | ------- | ----- |
| 須賀町 | 162世帯 | 290人 |

## 学区
市立小・中学校に通う場合、学校等は以下の通りとなる。また、公立高等学校に通う場合の学区は以下の通りとなる。
| 番・番地等 | 小学校               | 中学校             | 高等学校 |
| ---------- | -------------------- | ------------------ | -------- |
| 全域       | 名古屋市立白鳥小学校 | 名古屋市立宮中学校 | 尾張学区 |

## 施設
- 社宮司社[6]
- 真宗大谷派興徳寺[6]
- 須賀公園

1930年（昭和58年）4月1日供用開始。

## 人物
- お仲 - 江戸時代後期の都々逸の歌い手[7]

## その他

### 日本郵便
- 郵便番号 : 456-0042[3]（集配局：熱田郵便局[14]）。